# Trópusok

A világtérkép a trópusokat rózsaszínnel jelölve mutatja

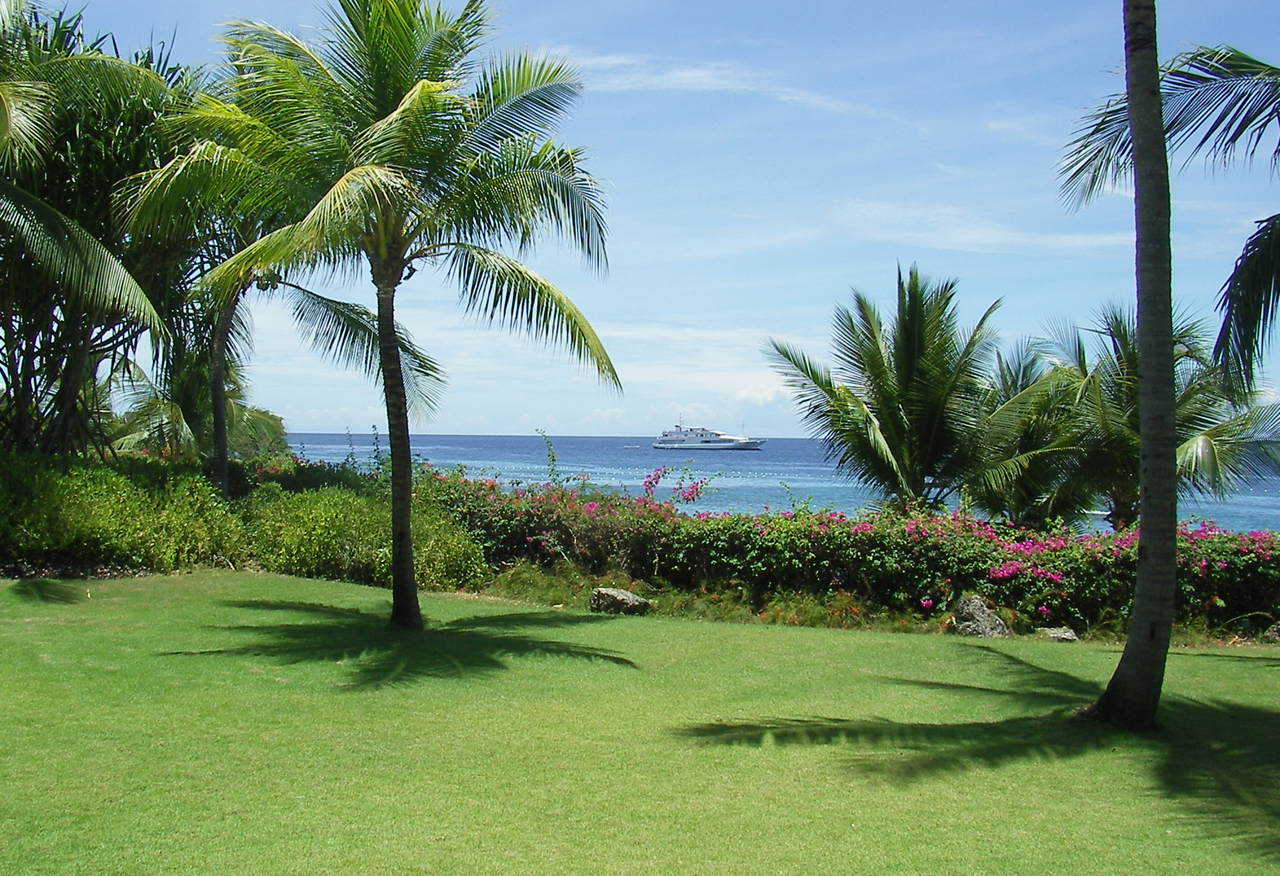
Egy trópusi kép a Fülöp-szigetekről.
Az árnyékokból leolvashatjuk, hogy a nap csaknem pontosan a zeniten áll.

A trópusok vagy trópusi területek, trópusi öv, trópusi övezet az a földrajzi terület, amely a Ráktérítőtől (északi szélesség: körülbelül 23°30' (23,5°) ) a Baktérítőig (déli szélesség: körülbelül 23°30' (23,5°) ) terjed. A trópusi övezet közepén az Egyenlítő halad.
Az éghajlat szempontjából a trópusok közvetlenebb napfényt kapnak, mint a Föld többi része, és általában melegebbek és nedvesebbek, mivel a napszezonok nem érintik őket annyira. 
A trópusok a Föld felszínének 40%-át teszik ki, és a Föld szárazföldjének 36%-át.[forrás?]
A "trópusi" szó néha az övezet ilyen jellegű éghajlatára utal, nem pedig magára a földrajzi övezetre. A trópusi övezetbe sivatagok és hófödte magas hegyek is tartoznak, amelyek éghajlati értelemben nem trópusiak. (→ sivatagi és magashegységi éghajlat)

## Növényvilág
A trópusok szárazföldi területeinek természetes biomjai:
- Trópusi-szubtrópusi esőerdő
- Trópusi és szubtrópusi lombhullató erdők
- Trópusi-szubtrópusi tűlevelű erdő
- Trópusi-szubtrópusi füves puszta
- Mangroveerdő
- Sivatagi bioformáció
- Alpesi bioformáció

## A trópusi (forró éghajlati) övezet felosztása
Négy részre tagolható. Évi középhőmérséklete 20°C-nél magasabb. A mérsékelt övvel ellentétesen ennek nincs külön északi és déli része.

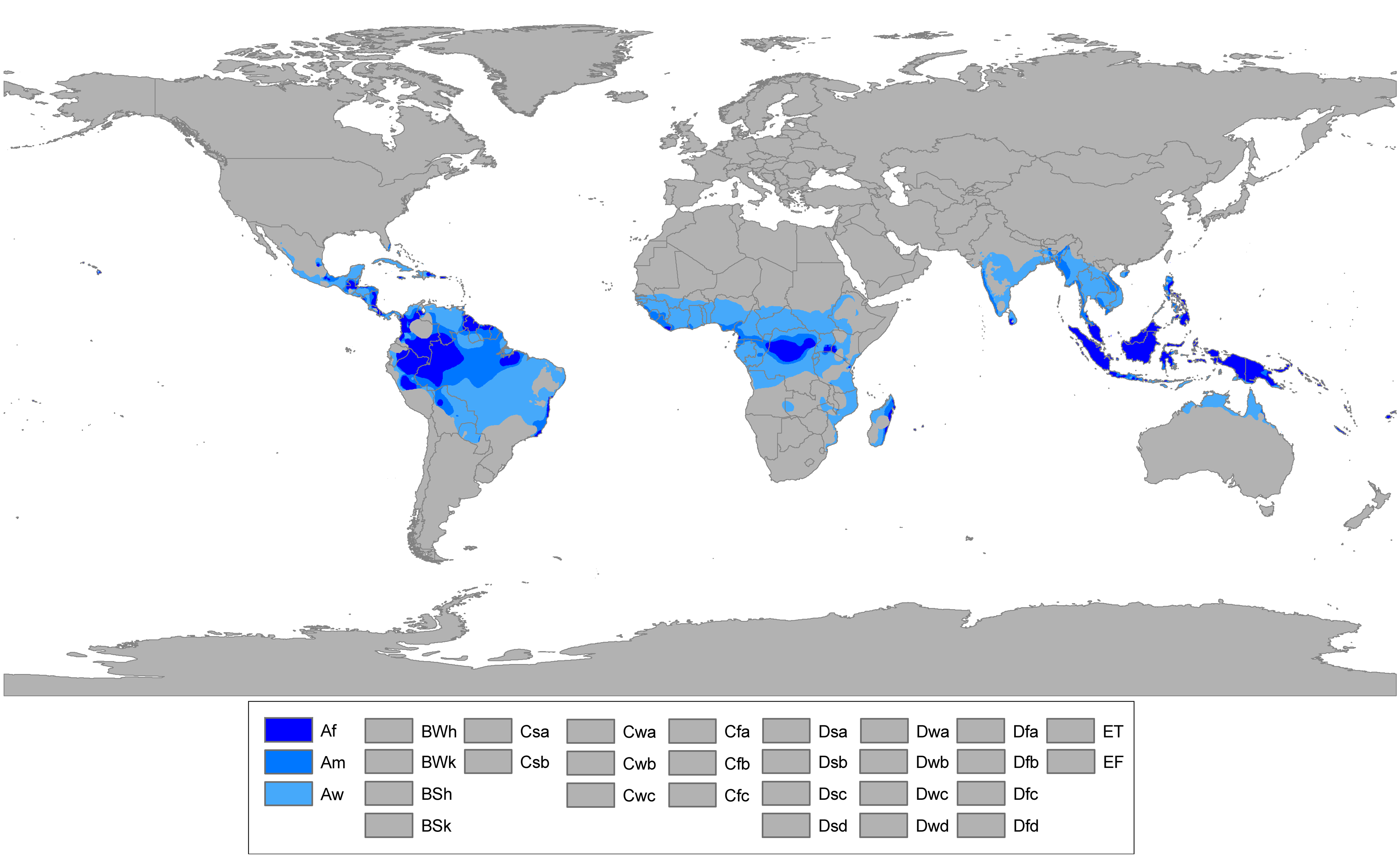
A trópusi öv a Köppen-osztályozáson. Az egyenlítői=Af, trópusi monszun=Am és a szavanna (átmeneti) övezet=Aw

A forró éghajlati övezet jellemzői:

| Földrajzi öv | Éghajlat                   | Évi középhőmérséklet (°C ) | Évi csapadék (mm) | Jellemzők                                                 |
| ------------ | -------------------------- | -------------------------- | ----------------- | --------------------------------------------------------- |
| Forró övezet | Trópusi monszun            | 22 és 28 között            | 1600 – 2000       | Száraz, napos tél, forró tavasz, fülledt, csapadékos nyár |
| Forró övezet | Térítői (trópusi sivatagi) | 20 és 28 között            | 100 – 200         | Száraz, forró, nagy napi hőingás                          |
| Forró övezet | Szavanna (átmeneti)        | 23 és 28 között            | 300 – 1500        | Forró száraz és esős meleg évszak                         |
| Forró övezet | Egyenlítői                 | 25 és 27 között            | 2000 – 3000       | Állandóan fülledt, forró nedves                           |

### Egyenlítői éghajlat
Itt a napsugarak beesési szöge 90°-66,5° közötti, ezért a hőmérséklet viszonylag állandó, 25-27 °C között változik. Az évi hőingás 2,5 °C-nál is kevesebb, így a napi hőingás nagyobb, mint az évi. Egész évben csapadékos, a lehullott csapadék mennyisége a 2000 millimétert is meghaladja. Csak egy évszak alakul ki, a meleg, csapadékos és fülledt nyár. Az Egyenlítő közelében alakult ki, jellemző az Amazonas-medencében, Közép-Amerika szigetvilágában, a Kongó-medencében, Ceylon és Óceánia területein. Természetes növénytakarója az esőerdő, ezért trópusi esőerdő éghajlatnak is szokták nevezni.
A folyók vízjárása egyenletes, a vízfolyások sok vizet szállítanak, hordalékban gazdagok. Talaja gyenge tápanyagtartalmú laterittalaj, mely sárga vagy vöröses színű, mivel vas és alumínium halmozódik fel benne. A felszíne csupasz, alig borítja talaj, mivel a magas páratartalom és hőmérséklet mellett igen gyorsan elbomlik a szerves anyag, majd felületi leöblítéssel elszállítódik. Felszínfejlődésére jellemző, hogy a felszínen vastag a málladéktakaró, a lefolyás nagy, így sokszor fordul elő csuszamlás, talajfolyás. Egyes helyeken tönkfelszínek is kialakulhatnak.
Példák éghajlati diagramokban

### Trópusi monszun öv

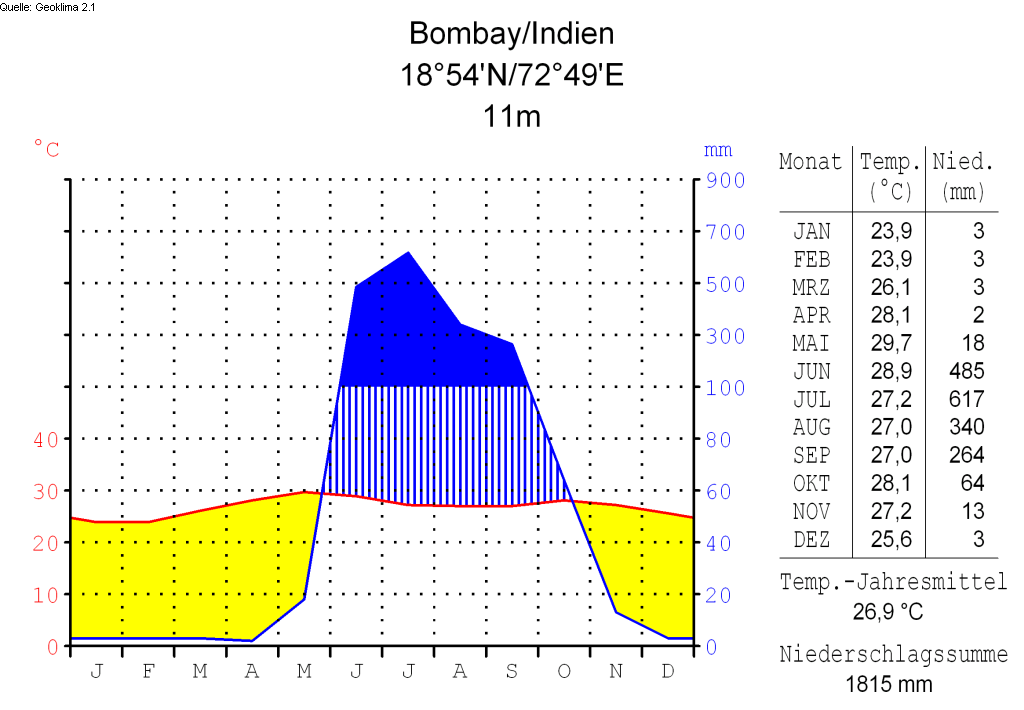
Bombay klímadiagramja, példa a trópusi monszunra

A fő éghajlat alakító tényező a monszun szélrendszer. A téli monszunszél a szibériai maximum hatására alakul ki, a nyári monszun pedig csapadékos. Főleg az indiai szubkontinensen alakult ki, jellemzője a sok csapadék. Az évi középhőmérséklet 25-28 °C között változik.
Alapvetően három évszak különíthető el:
- Tél: a téli monszun alakítja ki, december és március között jellemző, a hőmérséklet ilyenkor délebbre 19-25 °C, északon pedig 12-18 °C között változik.
- Nyárelő: szintén a téli monszun határozza meg, márciustól májusig tart. Jellemzően forró és száraz, ez a legmelegebb időszak, a hőmérséklet tartósan 30 °C felett van.
- Nyár: kialakítója a nyári monszun, jellegzetesen fülledt, meleg időszak, magas a relatív páratartalom (80-85%), és sok eső jellemzi.

A felszínformálásra jellemző, hogy a száraz évszakban az inszolációs, azaz besugárzásos aprózódás jelentős lehet, melynek oka a különböző anyagok eltérő hőtágulása. A nedvesebb, csapadékos időszakokban akár 10-30 méter vastag málladéktakaró is képződhet, tönkfelszín is kialakulhat. Jellemző formák a trópusi szigethegyek, valamint karsztformák kialakulása.
A folyók vízjárása ingadozó, jellemzőek a vízesések, zuhatagok. Talaja erősen kilúgozott, tápanyagszegény laterit talaj, mely sárga színű a benne található vas- és Al-hidroxidok miatt.
Példák

### Szavanna/Átmeneti öv
Az átmeneti vagy szavanna öv a trópusi sivatagi és az egyenlítői között alakult ki, a 8° és 16° szélességi körök között. Az évi középhőmérséklet 20-27 °C, a hőingás már magasabb, elérheti az évi 10 °C-t is. A csapadék kevesebb, általában 400–800 mm között mozog. Két évszak alakult ki, a száraz és a nedves, ezek váltakozását a felszálló és leszálló légáramlatok szabják meg. 
A nedves évszakra jellemző a szélcsend, a szárazban északkeleti, délkeleti passzát a meghatározó. Természetes növénytakarója a szavanna, ennek alfajai az erdős, a ligetes  és a füves szavanna. A folyók vízjárása erősen ingadozó a csapadék egyenlőtlen elosztása miatt.
Példák

### Trópusi sivatagi öv
Az évi középhőmérséklet 20 °C felett van. A napi hőingás kimondottan nagy, akár 30-35 °C-t is elérheti. A csapadék 200 mm-nél is kevesebb, néha heves záporok jelentkezhetnek. Maga a sivatag a térítők környékén alakult ki a passzát leszálló ága miatt, jellemző területei: Arab-félsziget, Thar-sivatag, Irán és Afganisztán medencéi, Szahara, Kalahári-sivatag, Mohave-sivatag, Mexikó területe, Nagy-Viktória-sivatag, Simpson-sivatag. Kevés növény él meg ezeken a területeken, a folyók is csak időszakosak (vádik).
Különös megjelenési formája a hűvös sivatagok, melyek a dél térítők környékén alakulnak ki, hideg tengeráramlatok hatására. Jellemzően a tengerpartokon fordulnak elő. Az évi középhőmérséklet csak 14-16 °C, a csapadék itt is 200 mm kevesebb évente. Jellemző példája a Namib-sivatag és az Atacama-sivatag.
Felszínformálására jellemző a hőaprózódás, homoksivatagok és kőzetsivatagok kialakulása, dűnékkel, barkánokkal, buckákkal, homokfodrokkal, de előfordulhatnak kőtengerek, kőgombák, kőhidak is. Talajai fejletlen szerkezetű sivatagi váztalajok, szervesanyag-utánpótlás nélkül, a humusztartalom még 1%-nál is kevesebb. Sokszor előfordul sókiválás. Természetes növényzete különböző szárazságtűrő növényekből áll, az oázisokban datolya, banán, citrom és egyéb citrusfélék is megtalálhatóak.